# Incidente de Palomares
El incidente de Palomares fue un accidente nuclear ocurrido en la localidad española de Palomares, perteneciente al municipio de Cuevas del Almanzora (Almería), el 17 de enero de 1966. En el contexto histórico de la Guerra Fría, dos aeronaves de la Fuerza Aérea de los Estados Unidos (USAF), un avión cisterna KC-135 y un bombardero estratégico B-52, colisionaron en vuelo en una maniobra de abastecimiento de combustible. Esto provocó el desprendimiento y la caída de las cuatro bombas termonucleares B28 que transportaba el B-52, así como la muerte de siete del total de los once tripulantes que sumaban ambas aeronaves.

## El accidente

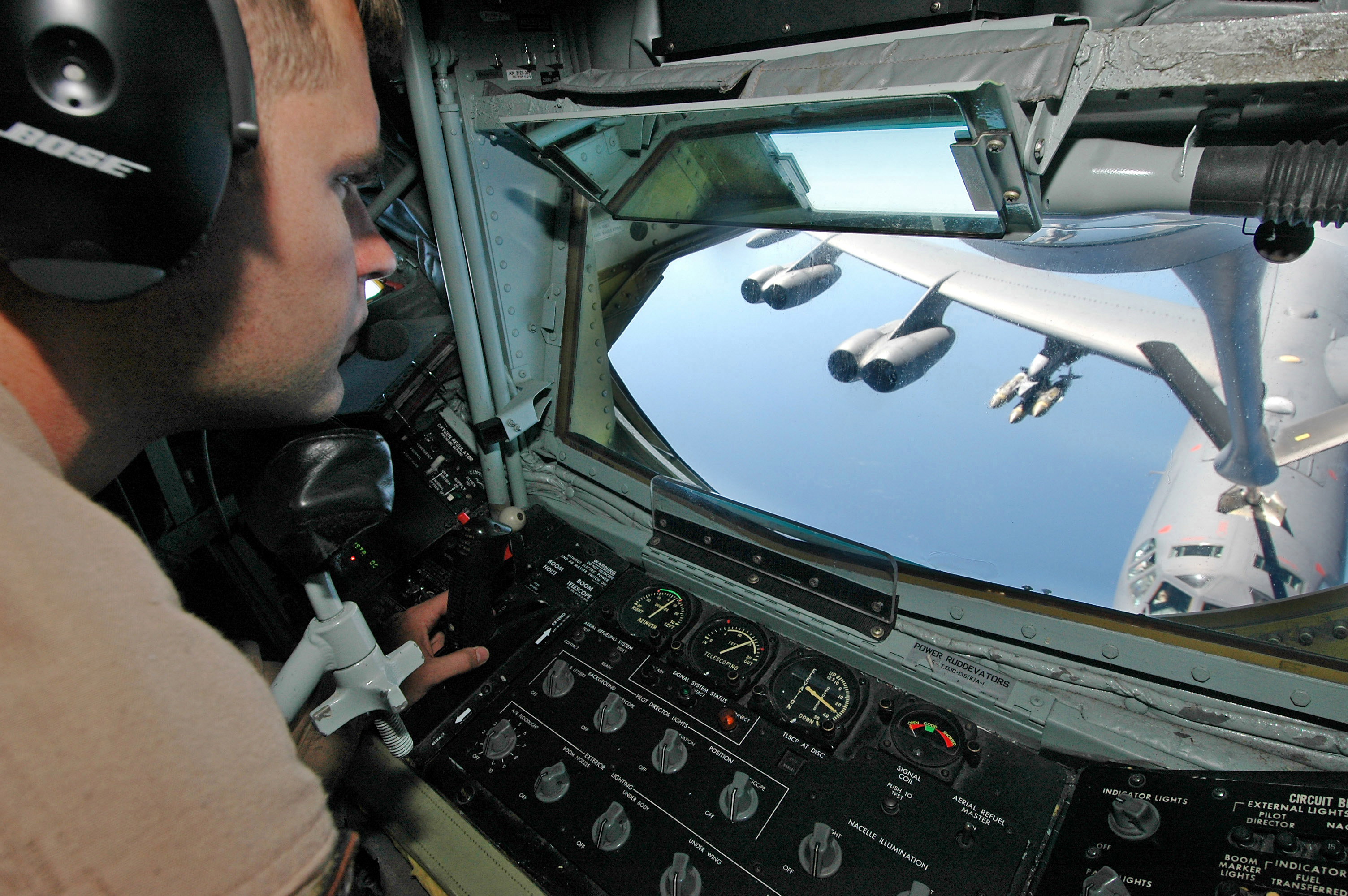
Un operario a bordo de un KC-135 durante el reabastecimiento en vuelo de un bombardero B-52 en 2006.

En el accidente nuclear de Palomares se vieron implicados un bombardero estratégico B-52G y un avión nodriza KC-135 cargado con 60 000 litros de combustible, ambos de fabricación estadounidense. Los dos aviones colisionaron a 10 690 metros de altura sobre la costa mediterránea, en el cielo de la pequeña localidad española. El B-52 volvía del Mediterráneo, frente a la costa sur de Italia, hacia la Base Aérea de Seymour Johnson en Goldsboro (Carolina del Norte) y el KC-135 provenía de la Base Aérea de Morón (Sevilla). La maniobra era de rutina: los B-52 se reaprovisionaban de combustible a la ida, desde la Base Aérea de Zaragoza, y a la vuelta desde la de Morón.
Debido a un fallo en la maniobra de acoplamiento, ambas aeronaves colisionaron, se destruyeron y cayeron. Los cuatro tripulantes del KC-135 fallecieron, al igual que tres del B-52. Cuatro tripulantes del bombardero lograron eyectarse, pero el paracaídas de uno de ellos no se abrió. Otro miembro de la tripulación se lanzó a través de una escotilla abierta por una de las eyecciones, al contar el B-52 con solo seis asientos eyectables.
El B-52 transportaba cuatro bombas termonucleares Mark 28 ( B28FI, Y1, Mod. 2) de 1,1 megatones cada una, 2,44 metros de largo por 0,51 metros de ancho y 1052 kg de peso. Dos de ellas quedaron intactas, una en tierra (cerca de la desembocadura del río Almanzora) y la otra en el mar Mediterráneo. Las otras cayeron sin paracaídas, una en un solar de la pedanía y la otra próxima al cementerio. 
Se produjo la detonación parcial de los 40 Kg. aproximados de explosivo convencional de RDX que contenían en forma de esfera, distribuido en 32 lentes independientes de carga hueca (20 hexágonos y 12 pentágonos), muy parecida al diseño de una pelota reglamentaria de fútbol, que circunda a otra de plutonio (>93% Pu239).  Su geometría esférica hizo que al caer con violencia en el suelo, solo detonaran las pocas lentes que impactaron directamente con él. Esto generó que ambas bombas se fragmentaran y que el plutonio combustionara de súbito, formando unas nubes muy contaminantes de dióxido de plutonio. La reacción en cadena que hubiera desencadenado una explosión nuclear, no se produjo gracias a esta detonación parcial del sistema de seguridad desarrollado en la década de los 50, denominado "un punto seguro".Para que esto sucediera y que la esfera de plutonio se volviera supercrítica, era preciso la detonación simultánea de las 32 lentes.
Como resultado de la deflagración se formó un aerosol, en forma de nube de finas partículas compuesta por los óxidos de elementos transuránicos que formaban parte del núcleo fisionable de las bombas, más el tritio que se vaporizó al romperse su recipiente. Dicha nube fue dispersada por el viento y sus componentes se depositaron en una zona de 435,65 hectáreas de superficie que incluía monte bajo, campos de cultivo e incluso zonas urbanas. Aunque con menores niveles, hubo otra extensa contaminación en la colindante Sierra Almagrera, denominada Zona 6, que afectó a una superficie de 194 hectáreas, que se ocultaron de las cifras oficiales.  La contaminación radiactiva resultante (principalmente por plutonio-239, plutonio-238, plutonio-240, plutonio-241, más uranio-235 y uranio-238 ) superó los 12 000 KBq/m². Hubo notables diferencias según el área considerada, con puntos de 117 000 Bq/m², y hasta más de 37 millones de Bq/m² (saturaron los instrumentos de medida) cerca de los cráteres de impacto.
A finales de los años 1980, la contaminación residual era de 2500 a 3000 veces superior a la de las pruebas atómicas.El vicepresidente del Gobierno, Agustín Muñoz Grandes, ordenó al presidente de la Junta de Energía Nuclear (JEN), José María Otero de Navascués, enviar al comandante del cuerpo de ingenieros aeronáuticos del Ejército del Aire, Guillermo Velarde, físico y experto en energía nuclear, para que comprobara los daños ocasionados, colectara muestras del combustible nuclear y el mayor número de fragmentos de la bomba. Velarde pudo examinar los restos de plutonio de las bombas termonucleares. Con la colaboración de los prospectores mineros de la JEN, que ayudaron a levantar el primer mapa radiométrico de la "Zona 0", pudo llevarse a Madrid los trozos y unos pocos gramos de plutonio y uranio para ser analizados, lo que sería crucial para una súbita transferencia de tecnología nuclear militar para el diseño de un prototipo de bomba de hidrógeno en el secreto "Proyecto Islero".

## La descontaminación

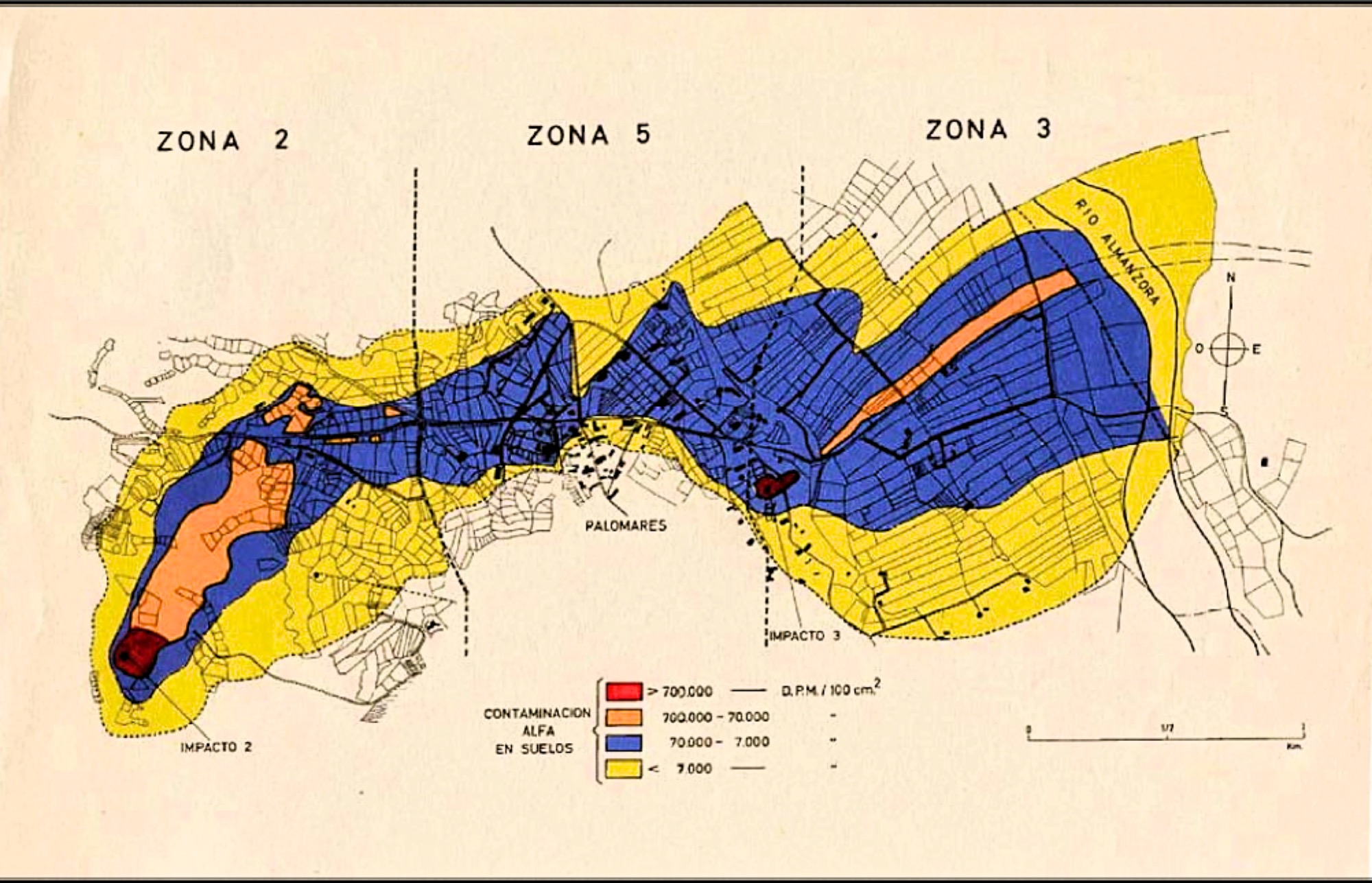
Mapa a escala de la "Zona 0" (435 h.) sin manipular. Oculto durante cuatro décadas, otros mapas con las isolíneas de los niveles de radiactividad minusvaloradas 10-12 veces y una superficie mucho menor, han sido utilizados por los dos países implicados.

En los primeros nueve días todo el esfuerzo se polarizó en la intensa búsqueda por tierra de la cuarta bomba, sin adoptar medida alguna de radioprotección a la población y la tropa. Varios cientos de soldados y guardias civiles recorrieron a pie todas las zonas aledañas, incluidas las contaminadas. En sus batidas de sol a sol, estuvieron sometidos a grandes vendavales, como los días 18 y 22 de enero, con rachas máximas de 83 y 94 km/h, que ocasionaron la resuspensión masiva del polvo radiactivo. En tales quehaceres, como en el resto de las operaciones de remedio, las medidas de radioprotección de la tropa, de los miembros de la Junta de Energía Nuclear (JEN) y de los vecinos, fueron nulas,  salvo en contadas excepciones.
Las acciones de descontaminación y radioprotección comenzaron a partir del 25 de enero, aunque la recogida de cosechas se inició de manera parcial dos días antes. Lo primordial fue evitar la resuspensión del plutonio con la "Operación sin polvo", mediante el regado diario de 115 h. con 378 m3. La extracción abusiva de agua de los acuíferos llevó a una mayor intrusión marítima, que la convirtió casi en salmuera, dificultó durante unos años los regadíos y acrecentó la emigración. Al mismo tiempo, se inició el levantamiento de un mapa radiométrico de la "Zona 0" para inventariar el contaminante. Con él comenzaron las negociaciones para la limpieza. 

Parte de los 5500 barriles que se llenaron con tierras y cosechas contaminadas. De estos, 4810 (1000 m; 1100 t.) fueron embarcados para los EE. UU. El grupo de la izquierda se asienta sobre una de las dos fosas secretas. Esta contiene 1000 m^{3} de restos radiactivos y sería descubierta 42 años después.

El nivel máximo de radiactividad de las tierras que España exigía era de 124 KBq/m2. Pero los EE. UU. consideraban como "razonable" 1769 KBq/m2. Tras las fuertes presiones de los EE. UU., incluidos al Alto Estado Mayor español, al final se claudica el 28 de febrero, por orden de Presidencia del Gobierno, fijando un límite para descontaminar a partir de 1062 KBq/m2. Pero tal como detallaron los responsables de la JEN, esta línea roja tampoco se respetó, pues recogieron por encima 3540 KBq/m2, más de 28 veces lo propuesto por España.
Los EE. UU. se habían comprometido a llevarse a su país las tierras contaminadas a partir de lo pactado. Para ello, llenaron 5500 bidones de 208 l., de los que solo embarcaron 4810 en el USNS Boyce, con un volumen total de 1000 m3. Se desconoce el paradero de los 690 restantes. Todos fueron rellenados con 2/3 de tierras y 1/3 de restos vegetales. El peso total ascendía a 1100 toneladas, con solo 667 m3 de tierras y 333 de restos vegetales. El operativo aparece más como una medida de cara a la esfera pública, pues esas tierras suponían solo algo más de un 3% del volumen total de tierras a evacuar acordadas con España.
El porcentaje de plutonio llevado a los EE. UU. es aún mucho menor, dado que el informe oficial de la USAF reconoce que ni siquiera eran las más radiactivas, pues la mayoría de su contenido estaba por debajo de 708 KBq/m2. La operación de carga fue muy publicitada, mientras a menos de 2000 m de allí, se estaban enterrando de forma subrepticia 4000 m3 de tierras (20% del total a llevar) y restos contaminados en dos fosas secretas,  constituyéndose así el primer cementerio nuclear ilegal de España. Tendrían que pasar 42 años para ser descubiertas por el CIEMAT.

## Recuperación de los artefactos

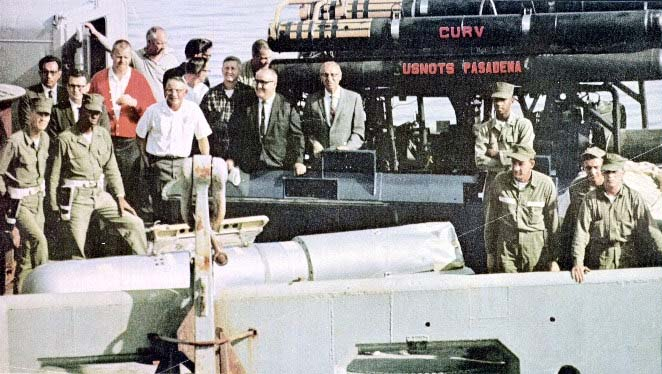
La bomba de hidrógeno B28 recuperada situada en la cola del barco de rescate submarino USS Petrel después de que fue encontrada por el DSV Alvin y recuperada por el CURV-I a una profundidad de 760 m.

Las tres bombas que cayeron en tierra fueron localizadas en cuestión de horas, pero la que se precipitó al mar solo pudo ser recuperada 80 días después. La bomba perdida en el mar podía seguir intacta e incluso ser recuperada por algún otro país, en especial por la Unión Soviética. Por ello la Armada de los Estados Unidos, previa autorización del Gobierno español, desplegó un gran dispositivo de buceadores, 34 buques y 4 minisubmarinos sumergibles, con una dotación de 3425 militares y civiles. Tras 80 días de búsqueda, la bomba fue localizada por el minisubmarino Alvin a 869 metros de profundidad y 5 millas de la costa, gracias a la ayuda de un pescador local, un vecino de la localidad cercana de Águilas llamado Francisco Simó Orts. Este observó el accidente mientras estaba faenando en el mar cerca del lugar, y guio a los marines hasta el lugar donde cayó la bomba. Desde este día a Francisco Simó se lo conoce en la zona como «Paco el de la bomba». El rescate efectivo de la bomba sumergida se realizó gracias a un ingenio denominado «CURV», utilizado habitualmente para recuperar torpedos del fondo marino.
La recuperación y limpieza de las armas caídas en tierra requirió otro tipo de dispositivo. El mismo día del accidente, al anochecer se presentó en Palomares un escalón avanzado con 49 miembros de la USAF, con el general Delmar E. Winson al frente. Dos semanas más tarde el contingente se elevaba a 665 miembros, establecidos en la Playa de Quitapellejos, frente a Palomares. 
Las operaciones le costaron al ejército estadounidense 80 millones de dólares de la época, retirando en 4818 bidones, 1400 toneladas de tierra y tomateras que fueron transportadas a Savannah River (Carolina del Sur). Actualmente, Palomares es una de las seis localidades más radiactivas de España.

## Repercusiones del accidente

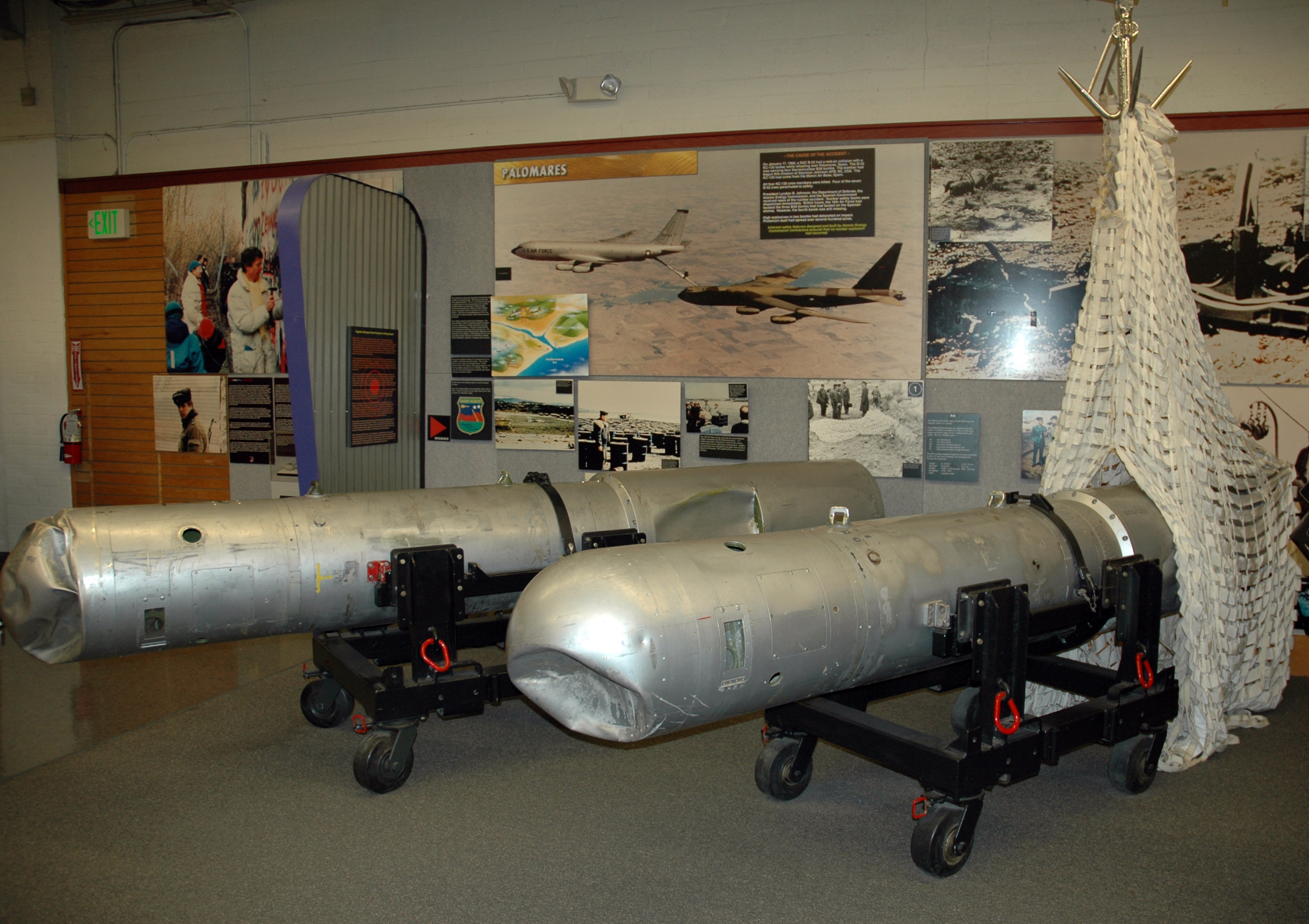
Bombas nucleares B28 recuperadas del incidente de Palomares. Gracias a este accidente las autoridades y científicos españoles accedieron a información relativa al diseño y tecnología de las armas nucleares que utilizaron para el Proyecto Islero (fabricación de una bomba atómica española).

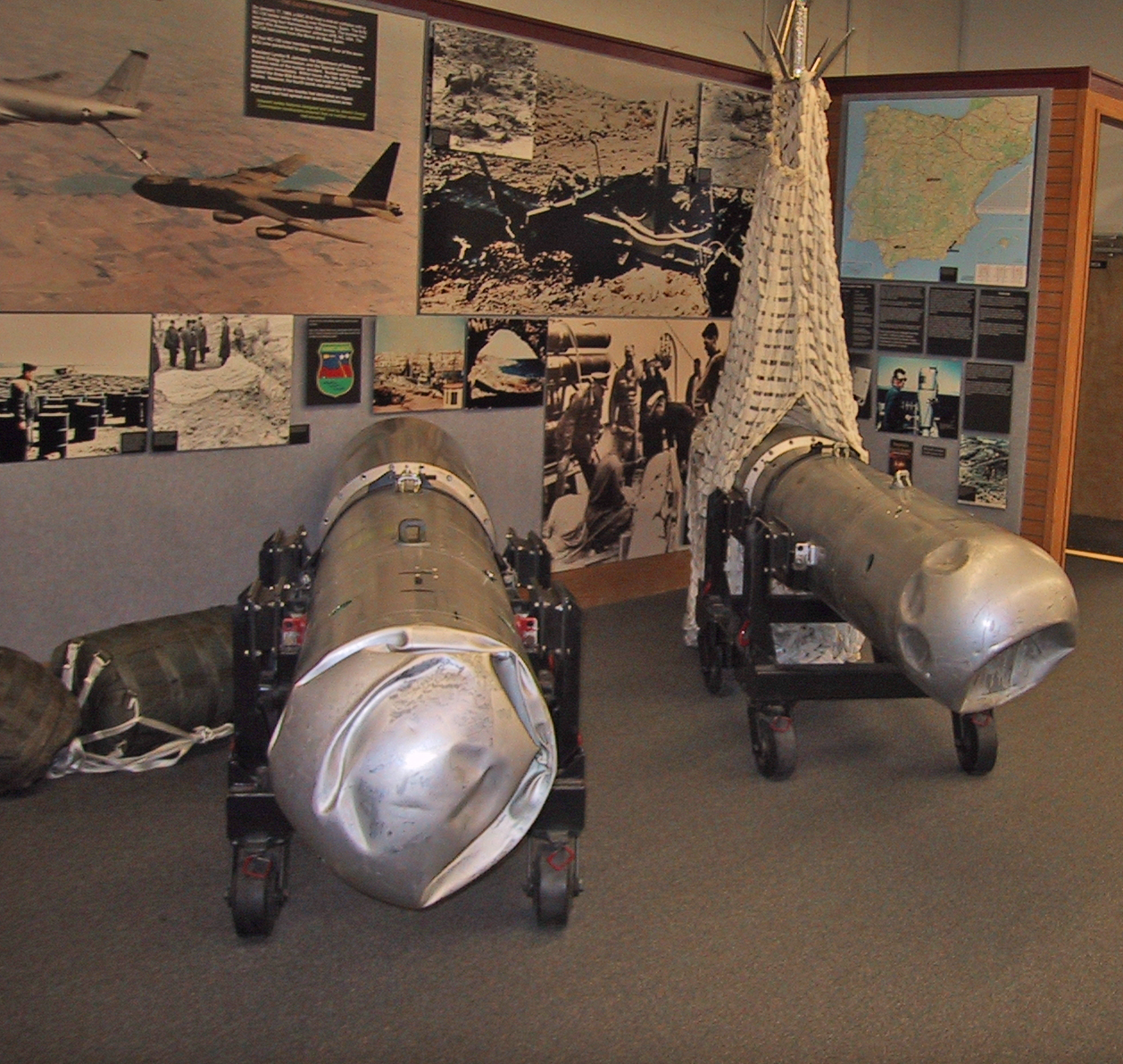
Dos bombas de Palomares en el Museo Nacional de Ciencia e Historia Nuclear de Albuquerque (Nuevo México).

El Gobierno español no suministró protección de ninguna clase a los guardias civiles que participaron en la limpieza, protección que sí llevaba el personal estadounidense. El plutonio-239, utilizado en las armas nucleares, emite radiación alfa y tiene una vida media de 24 100 años. No se han realizado estudios epidemiológicos sobre enfermedades asociadas a la radiactividad y a la toxicidad química del plutonio ni a nivel local ni entre los guardias civiles que participaron en la limpieza. El Gobierno, bajo presión de su homólogo estadounidense, mantuvo secretos los informes de monitorización médica, hasta que finalmente los desclasificó en 1986.[cita requerida] Aproximadamente el 29 % de la población de Palomares presentaba trazas de plutonio radiactivo en su organismo.[cita requerida]
En la actualidad hay alguna urbanización turística por los alrededores, lo bastante cerca como para que los coches pasen levantando polvo que entra en el circuito del aire acondicionado, por ello el Consejo de Seguridad Nuclear ha prohibido la construcción en las zonas más afectadas.[cita requerida] Aún hay zonas cercadas con vallas metálicas que se consideran contaminadas y están vigiladas por el CIEMAT. Las armas termonucleares también utilizan deuteruro de litio, que refuerza las reacciones de fusión. Técnicos españoles recolectaron muestras de esos restos, y el CIEMAT en Madrid pudo determinar la composición de esa sustancia, que aumentaba la potencia de las reacciones en cadena. Tanto el plutonio finamente dividido como el deuteruro de litio, parece ser que son pirofóricos, así pues la explosión que acompañó la caída de las bombas podría ser debida a una reacción exotérmica (química) de los combustibles nucleares.[cita requerida]
Un accidente parecido —el accidente de Thule— tuvo lugar dos años y medio después, el 21 de enero de 1968, en la base militar estadounidense de Thule, enclavada en territorio danés. Un accidente en pista provocó el incendio y posterior explosión de un bombardero B-52, que llevaba 4 bombas B28 como las de Palomares. Aquí sí se hizo estudio epidemiológico y la tasa de cáncer entre los trabajadores que participaron en la limpieza era un 50 % superior a la de la población general.[cita requerida] Hubo también informes de esterilidad y otros trastornos asociados a la radiactividad.[cita requerida]
Palomares es —en la terminología militar estadounidense— un Broken Arrow (accidente, no incidente, relacionado con armas nucleares), uno de los más graves que se conocen. Ya en 1961 había ocurrido otro Broken Arrow en Carolina del Norte, en este caso con dos bombas de uranio. Desde 1950 el Departamento de Defensa de Estados Unidos ha informado de 32 Broken Arrow.
Tras el accidente, el Gobierno español y su homólogo estadounidense iniciaron una campaña intentando demostrar la inexistencia de contaminación nuclear en la zona. El elemento más recordado de dicha campaña fue el baño conjunto que se dieron el ministro de Información y Turismo del régimen franquista, Manuel Fraga, de 43 años, y el embajador de Estados Unidos en España, Angier Biddle Duke, en la playa de Quitapellejos, en Palomares, ante las cámaras de RTVE y emitido por el NO-DO, para evitar rumores sobre la peligrosidad de la zona, que podrían haber afectado negativamente al turismo, principal motor económico del país en la época.
Existían en la zona del incidente rumores según los cuales el ministro Manuel Fraga y el embajador estadounidense no se habían dado el famoso baño en las playas de la zona accidentada (Palomares), sino en Mojácar (a 15 km del lugar del accidente), frente al parador nacional de esta localidad. La realidad más aceptada hoy día, no obstante, es que se realizaron dos baños, el primero, efectivamente en Mojácar, en el que solamente se bañó el embajador estadounidense y alguno de sus acompañantes, y un segundo baño, ya en la playa de Quitapellejos en Palomares, donde de nuevo el embajador se bañó acompañado por el ministro.
Posteriormente se realizaron diversas protestas relacionadas con el accidente. A raíz de una de ellas, Luisa Isabel Álvarez de Toledo, duquesa de Medina Sidonia, fue condenada a un año de prisión menor y multa por organizar una manifestación ilegal con vecinos de Palomares y Villaricos para protestar por la falta de compensaciones tras el mismo.

## El incidente de Palomares en el cine
Existen varias películas y documentales que tratan el incidente.
En la película Hombres de honor (2000, de George Tillman Jr.), el actor Cuba Gooding Jr. interpreta a Carl Brashear, uno de los buceadores que participaron en el rescate de la bomba perdida en el mar. Se muestra algo del dispositivo naval desplegado y el nerviosismo de los militares estadounidenses al declararse el código Broken Arrow; sin embargo, no se menciona la contribución de Paco el de la bomba.
En 2007 la productora almeriense Pitaco Producciones realizó el documental Operación Flecha Rota, con material audiovisual desclasificado en los últimos años. En él, se analiza el accidente y sus consecuencias, se entrevista por primera vez al piloto que estaba a los mandos del B-52 siniestrado, se recrea en 3D el accidente en base al informe oficial de la USAF y se culmina el trabajo epidemiológico del doctor Martínez Pinilla. La regencia y el guion corren a cargo de José Herrera con la producción de Antonio Sánchez Picón.
En la película Cuerpo de élite (2016) se da una versión alternativa ficticia del incidente de Palomares, lo que da pie a una de las misiones principales de la película.
En la docuserie de 4 episodios "Palomares: Días de Playa y Plutonio" (2021, de Álvaro Ron) se tienen en cuenta todos los documentos desclasificados y se le da voz a todos los personajes que intervinieron de una u otra manera en aquel acontecimiento.

## Archivo de Jordi Bigues sobre Palomares
En el año 2016 Jordi Bigues donó al Instituto de Historia de la Ciencia (centro de investigación de la Universidad Autónoma de Barcelona) su archivo sobre Palomares.
Este archivo se ha digitalizado y se puede consultar en el Depósito Digital de Documentos del Servicio de bibliotecas de la UAB.
Jordi Bigues, como miembro de la junta directiva de Greenpeace-España, coordinó a mediados de 1980 la campaña en favor de los vecinos de Palomares (Almería), cuando estaba a punto de vencer el plazo de indemnización a las víctimas del accidente nuclear del 17 de enero de 1966. El archivo Bigues-Palomares contiene documentos muy diversos, tanto personales como oficiales y públicos.